# Burgl Färbinger
Burgl Leo, bekannt unter ihrem Geburtsnamen Burgl Färbinger (* 10. Oktober 1945 in Oberau; † 22. Mai 2025) war eine deutsche Skirennläuferin.

## Biografie
Bereits als 17-Jährige machte Burgl Färbinger auf sich aufmerksam, als sie 1963 bei einem Rennen in Schruns für die erkrankten Heidi Biebl und Barbara Henneberger bei einem Abfahrtslauf einsprang und noch vor anderen „starken Fahrerinnen“ den siebten Platz errang. Damit unterstrich Färbinger, dass sie seit der Saison 1962/63 zu den drei besten deutschen Skiläuferinnen zählte. Den größten Erfolg ihrer Karriere feierte sie bei den Alpinen Skiweltmeisterschaften 1966 in Portillo, als sie die Bronzemedaille in der Abfahrt gewinnen konnte. Die Medaille wurde ihr allerdings erst Jahre später zugesprochen, nachdem sich herausgestellt hatte, dass die ursprüngliche Siegerin Erika Schinegger eigentlich ein Mann ist. Färbinger gewann einen Weltcupslalom am 1. Februar 1967 in Monte Bondone.
Bei den Olympischen Winterspielen 1968 in Grenoble belegte sie den sechsten Platz im Slalom und den zehnten Platz im Riesenslalom. 1963, 1965, 1966 und 1969 errang Färbinger den Titel der Deutschen Meisterin in der Abfahrt, 1967 und 1968 im Riesenslalom und 1966 und 1968 im Slalom. Sie siegte auch bei einem gut besetzten FIS-Rennen in Aare am 9./10. März 1968 in Slalom und Riesenslalom und damit auch in der Kombination. Nach der Saison 1969 zog sich Färbinger vom Wettkampfsport zurück und leitete zusammen mit ihrem Ehemann Max Leo eine Pension und eine Skischule.
Burgl Färbinger verstarb am 22. Mai 2025 und wurde auf dem Bergfriedhof in Schönau am Königssee beigesetzt.

## Weltcupsiege
Insgesamt errang Färbinger 2 Podestplätze, davon 1 Sieg:
| Datum           | Ort           | Land    | Disziplin |
| --------------- | ------------- | ------- | --------- |
| 1. Februar 1967 | Monte Bondone | Italien | Slalom    |